# Дмитрий Мамин-Сибиряк
Дмитрий Наркисович Мамин-Сибиряк (на руски: Дми́трий Нарки́сович Ма́мин-Сибиря́к) е руски писател, автор на романи, повести, разкази, очерци.

## Биография
Роден е в село Висим, Пермска губерния (днес в Свердловска област) на 6 ноември (25 октомври стар стил) 1852 година. Баща му Наркис Матвеевич Мамин е свeщеник.
Учился в местното училище, после в духовно училище (1866 – 1868) и в Пермската духовна семинария (до 1872 г., не завършва пълния курс).
Постъпва във ветеринарното отделение на Петербургската медико-хирургическа академия през 1872 г. Без да завърши академията, се прехвърля през 1876 г. в Юридическия факултет на Санктпетербургския университет. След едногодишно следване е принуден да напусне университета поради материални затруднения и рязко влошаване на здравето.
През лятото на 1877 година се връща във Висим при родители си. Баща му умира през следващата 1878 година; отговорността за издържането на семейството пада на плещите му и той с братята и сестрите се премества в местния културен център Екатеринбург.
Умира в Санкт Петербург на 15 ноември (2 ноември стар стил).

## Произведения

### Романи и повести
- В водовороте страстей (1876)
- Приваловские миллионы (1883)
- Максим Бенелявдов (1883), повест
- Горное гнездо (1884)
- Дикое счастье (1884)
- Бурный поток (1886)
- Именинник (1888)
- Три конца (1890)
- Золото (1892)
- Охонины брови (1892), повест
- Весенние грозы (1893)
- Без названия (1893)
- Черты из жизни Пепко (1894)
- Хлеб (1895)
- Ранние всходы (1896)
- Общий любимец публики (1898)
- Падающие звёзды (1899)

### Очерци, разкази, приказки
- От Урала до Москвы (1881 – 1882), поредица очерци
- Сибирские рассказы (1889)
- Серая шейка (Сивошийка, 1893), разкази и приказки
- Алёнушкины сказки (1894 – 1896)
- Уральские рассказы (1895)
- Зарницы (1897), разкази
- По Уралу (1899), разкази и очерци
- Бойцы. (Очерки весеннего сплава по реке Чусовой)
- Последние клейма, очерк
- Приёмыш, приказка
- Музгарка / Зимовье, разказ
- Медведко (Мечето), приказка